# Базар (Житомирская область)
База́р (укр. Базар) — село в Коростенском районе Житомирской области Украины. Основано в 1613 году.
Код КОАТУУ — 1823780401. Почтовый индекс — 11452. Телефонный код — 4140. Занимает площадь 2,03 км².
В 1923—1959 годах — центр Базарского района.

## Население
Население по переписи 2001 года составляло 526 человек. 

### Языковой состав
Родной язык населения по данным переписи 2001 года:
| Язык       | Численность, чел. | Доля     |
| ---------- | ----------------- | -------- |
| Украинский | 517               | 98,29 %  |
| Русский    | 9                 | 1,71 %   |
| Итого      | 526               | 100,00 % |

## История
Городок Базар упомянут в акте от 24 апреля 1684 года. В дальнейшем упомянуто в актах 1687, 1694 годов.
В 1906 году-городок в составе Базарской волости (1-го сословия) Овручского уезда Волынской губернии; насчитывалось 287 дворов и 1 739 жителей. Расстояние до уездного центра, г. Овруч, 50 верст. Ближайшее почтово-телеграфное отделение располагалось в г. Овруч.
В историографии Базар известен в связи с событиями Второго зимнего похода Армии УНР под командованием Юрия Тютюнника.
17 ноября 1921 в селе Малые Миньки (ныне снято с учета) вблизи Базара в ходе Второго зимнего похода в бою с советскими войсками (9-Крымская кавалерийская дивизия Котовского) потерпела поражение Волынская группа Армии УНР под командованием хорунжего Юрия Тютюнника. Более 400 повстанцев погибли, некоторые, чтобы не попасть в руки большевиков, причинили себе смерть, 537 оказались в плену. Из последних десятки раненых умерли, 41 офицера подвергли дальнейшим допросам, остальные 359 осуждены на смертную казнь. После суда пленных перевели в Базар и разместили в церкви. 23 ноября 1921 года в Базаре большевиками были расстреляны 359 пленных участников похода, из которых никто не согласился перейти на службу в Красную Армию.
Повстанцев допрашивали с пытками, на которых заставляли покаяться и перейти на сторону советской власти. Однако ни один не пригодился. Один из пленных, роевой Щербак, заявил: «Я, козак шостої стрілецької дивізії, від себе і козаків кажу вам, що ми не боїмося смерті і до вас служити не підемо». Повстанцы умирали под пулеметными очередями с возгласами «Слава», «Слава Україні», кто-то в последнем порыве пел «Ще не вмерла Украина»... Убитых сбрасывали в большую яму и засыпали землей. Трагедия в городке Базар в советские времена замалчивалась, только родственники погибших и старые жители помнили о ней, хоть никому не могли поведать.
Каждый год к братской могиле повстанцев на окраине Базара 22 ноября приезжают посетители, чтобы почтить их память.
В 1923 году село стало административным центром новообразованного Базарского сельского совета, с 7 марта 1923 года — административным центром новообразованного Базарского района Коростенской округи. После ликвидации Базарского района, от 21 января 1959 года, вместе с сельсоветом вошло в состав Народичского района, от 30 декабря 1962 года — Овручского, 7 января 1963 года — Малинского, 8 декабря 1966 года — вновь Народичского районов Житомирской области.
Вследствие Чернобыльской катастрофы В 1986 году село вошло в зону безусловного (обязательного) отселения. Часть жильцов была отселена.
6 августа 2015 года, в рамках административно-территориальной реформы, вошло в состав Народицкой поселковой территориальной общины Народичского района Житомирской области

## Адрес местного совета
11452, Житомирская область, Народичский р-н, с. Базар